# Angie Sanclemente Valencia
Angie Sanselmente Valencia còn được gọi là Angie Sanclemente Valencia (sinh ngày 25 tháng 5 năm 1979) là một cựu nữ hoàng sắc đẹp và người mẫu đồ lót người Colombia được cho là người đứng đầu một trong những tập đoàn buôn ma túy lớn nhất thế giới.

## Xuất thân
Valencia đến từ Colombia. nơi cô giành được giải thưởng Reinado Nacional del Café, một cuộc thi vòng loại quốc gia cho cuộc thi sắc đẹp Reinado Internacional del Café (Nữ hoàng Cà phê Quốc tế) năm 2000, nhưng bị truất ngôi hai ngày sau đó khi việc cô đã kết hôn trước đó bị bại lộ. Danh hiệu được trao cho Ximena Andrea García Buitrago.

## Đế chế ma túy
Hoạt động của Valencia được cho là một "đế chế đối thủ" đối đầu với người bạn trai cũ của cô, một thủ lĩnh ma túy người Mexico được gọi là "Quái vật". Cô thành lập cartel của riêng mình sau khi chia tay với anh ta. Cô được cho là đã tuyển dụng các người mẫu, những người mà cô nhắc đến là "những thiên thần xinh đẹp, đáng yêu" của cô, để đi buôn ma túy. Valencia trả cho họ khoảng 5.000 đô la mỗi chuyến vận chuyển cocaine từ Argentina đến Anh qua ngả Cancún.

## Cuộc điều tra
Tổ chức ma túy ngầm bị cáo buộc của Valencia được cho là đã bị lộ vào ngày 13 tháng 12 năm 2009, khi một phụ nữ 21 tuổi, "Ariel L", bị bắt với một chiếc vali chứa 55 kg (121 pounds) cocaine tại sân bay quốc tế Ezeiza, Buenos Aires, Argentina. "L" đã không cố gắng che giấu các loại ma túy bên trong túi xách của mình, các nhà chức trách hàng đầu cho rằng tổ chức này được các nhân viên sân bay giúp đỡ. Cô được cho là đã được thông báo rằng không có ai tại sân bay sẽ cố gắng ngăn chặn cô, và một cuộc điều tra đã được đưa ra để tìm nhân viên của sân bay có liên quan với tổ chức ma túy. Sau khi điều tra "L", ba vụ bắt giữ bổ sung đã được thực hiện và một lệnh bắt giữ Valencia được đưa ra. Các nhà chức trách tin rằng cô vẫn còn ở Argentina sau khi cô chạy trốn khỏi một khách sạn nơi cô đang ở cùng với một người đàn ông. Các nhà điều tra đã cố gắng theo dõi vị trí của cô thông qua địa chỉ mà con vật cưng của đã được đăng ký, nhưng nó chỉ dẫn họ tới một nhà kho bỏ hoang. Vào tháng 3 năm 2010, Interpol đã ban hành lệnh bắt giữ quốc tế đối với cô.